# Mauser Model 1914
Mauser Model 1914 je samonabíjecí pistole vyráběná ve zbrojovce Mauser. Byla jednoduchou a spolehlivou zbraní, která našla uplatnění jak na civilním trhu, tak u policie a armády.

## Popis
Pistole má dynamický závěr a je jednočinná s přímoběžným úderníkem. Zbraň je vybavena střeleckou pohotovostí, která zároveň funguje jak zásobníková pojistka. Po vystřelení posledního náboje zůstává závěr v zadní poloze a není možné jej vypustit jinak než vložením zásobníku, ať již plného či prázdného. Pistole je vybavena manuální pojistkou na levém boku těla, která se aktivuje pohybem páčky dolu a vypustí stiskem tlačítka.

## Historie
Společnost Mauser přišla s poměrně revolučním nápadem na vznik řady pistolí v různých rážích, která by měla společnou většinu součástí a stejnou podobu a ovládání. Pistole z této rodiny měly vyplnit všechny požadavky trhu a najít uplatnění jak u armády, tak policie tak v civilním sektoru. Mauser model 1909 měl být největší a zároveň nejdůležitější pistolí. Byl primárně určen pro armádu s cílem nahradit ve výzbroji německé armády Luger P.08. Ráže modelu 1909 byla 9 × 19 mm Parabellum a závěr byl neuzamčený.
Zbraň nefungovala dobře a od její výroby bylo upuštěno. Model 1910 v ráži 6,35 mm Browning byl určen pro civilní trh a vedl si poměrně dobře. Model 1914 vychází z modelu 1910 a byl jeho zvětšenou verzi v ráži 7,65 mm Browning. Model 1914 byl také určen pro civilní trh, ale počítalo u něj se zavedením u policie. Po vypuknutí první světové války potřebovala německá armáda více pistolí, a na výrobu jednoduchý model 1914, i přes slabou ráži, přišel vhod. Největšího rozšíření se modelu 1914 dostalo u námořnictva. Po válce pokračovala produkce pistole pro civilní trh a policii.
V roce 1934 Mauser začal vyrábět vylepšenou verzi pistole 1914/34; hlavní, na první pohled patrnou, změnou byl ergonomičtější tvar rukojeti, dále některé součástí spoušťového ústrojí byly nově vyráběny lisováním místo obrábění, a to za účelem zlevnění výroby. Lze se také setkat s pistolemi, které již mají plastikovou rukojeť. Během druhé světové války byla pistole používána důstojníky, dále u letectva a námořnictva. Mauser model 1914 se vyráběl do roku 1941, kdy byl nahrazen modernější a na výrobu levnější pistolí Mauser HSc.

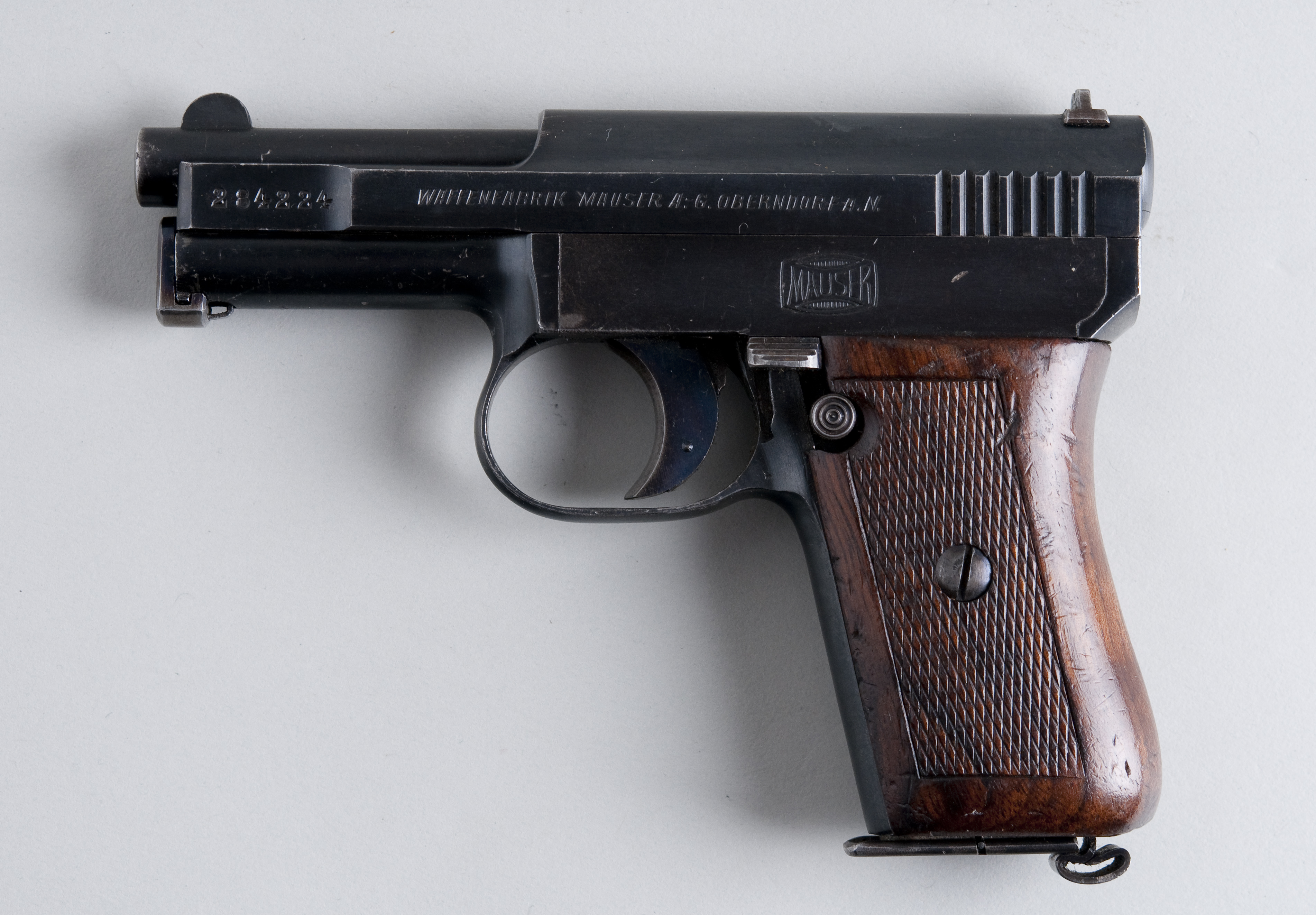
Model 1910
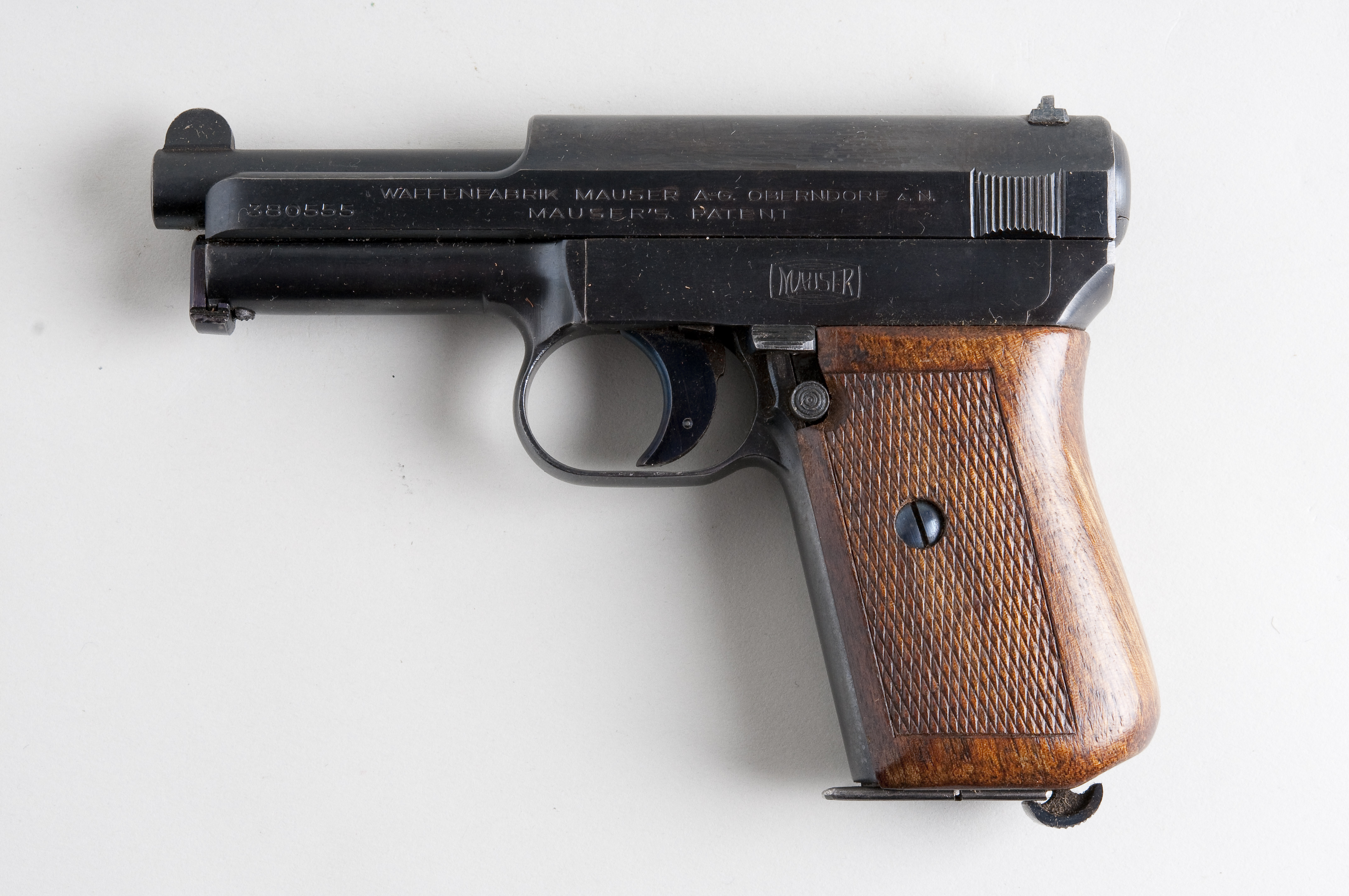
Model 1914
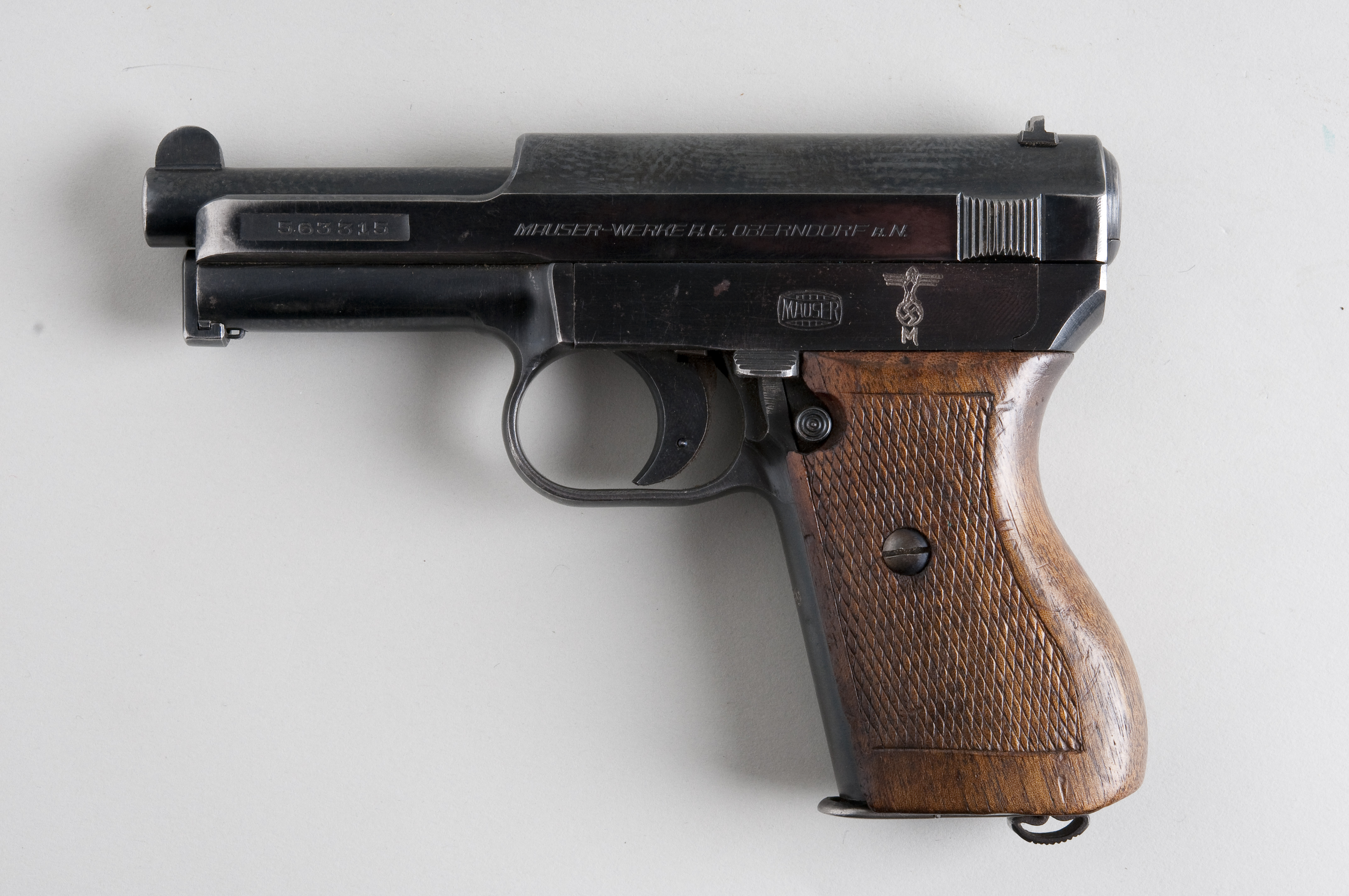
Model 1934